# Karl Polanyi
Karl Paul Polanyi, nascido Károly Pál Pollacsek (Viena, 25 de outubro de 1886 — Pickering, 23 de abril de 1964), foi um filósofo social, historiador da economia, antropólogo econômico, sociólogo  e economista político húngaro, conhecido por sua oposição ao pensamento econômico tradicional, inserindo-se na chamada vertente heterodoxa. Eventualmente, considera-se que as teses institucionalistas se aproximam do substantivismo, abordagem desenvolvida por  Polanyi.
Sua principal obra é A Grande Transformação, de 1944.

## Vida
De família judia, era filho do húngaro Mihály Pollacsek, um próspero construtor de ferrovias, e de Cecile Wohl, ex-ativista anarquista, lituana que mantinha um animado salão literário, frequentado por intelectuais de Viena, como Lukács e o historiador húngaro Oszkár Jászi.
Mihály Pollacsek converteu sua família ao cristianismo do tipo calvinista, ao mesmo tempo em que  "magiarizou" o nome Pollacsek, transformando-o em Polányi. Posteriormente, o nome seria anglicizado, perdendo o acento. A família produziu gerações de intelectuais públicos, acadêmicos, ativistas políticos e artistas. A irmã mais velha de Karl, Laura, foi uma das primeiras mulheres húngaras a obter o doutorado, e seu irmão mais novo, Mihály (Michael) foi um renomado físico, químico, filósofo da ciência e pensador social. Sua única filha, Kari Polanyi Levitt (Viena, 1923), é professora emérita de economia da Universidade McGill, em Montreal.
Polanyi nasceu em Viena, na época capital do Império Austro-Húngaro, mas passou sua juventude em Budapeste, onde participou ativamente da cena intelectual e artística. Quando estudante, aproximou-se de Lukács, Jászi e Karl Mannheim.
Em 1907, foi expulso da Universidade de Budapeste, por assumir a defesa do professor Gyula Pikler, perseguido por suas posições relativistas em relação às instituições sociais e à lei. Depois de obter seu doutorado em jurisprudência na Universidade de Kolozsvár, atual Universidade Babeş-Bolyai, sob a orientação do jurista Bódog Somló, em 1909. Polanyi fez outros cursos em Budapeste, tendo sido admitido na Ordem dos Advogados local, em 1913.
Foi oficial da cavalaria na Primeira Guerra Mundial, sendo então aprisionado no fronte russo. Uma vez liberto, retornou a Budapeste e posteriormente para Viena, onde seguiu trabalhando como jornalista.
Polanyi mudou-se para Inglaterra em 1933, vivendo durante muitos anos como jornalista, tutor e professor da Associação Educacional dos Trabalhadores. Somente em 1940, durante um ciclo de palestras nos Estados Unidos, entrou oficialmente na vida acadêmica, aceitando a proposta oferecida pelo Bennington College. A partir daí, pôde dedicar-se à sua obra mais importante - A Grande Transformação, publicada pela primeira vez em 1944.
Com a repercussão do seu trabalho, foi convidado para lecionar na Universidade Columbia, em 1947. Entretanto, sua mulher, Ilona Duczyńska, por ter sido membro do Partido Comunista, não conseguiu visto de entrada nos Estados Unidos, que viviam o auge do macartismo. Assim, o casal se estabeleceu no Canadá. Durante o resto de sua carreira, Polanyi foi obrigado a viajar entre Toronto e Nova Iorque para dar continuidade ao seu trabalho em Columbia.
Em 1957, publicou sua segunda grande obra, Trade and Market in the Early Empires.
Faleceu em Pickering, província de Ontário, no dia 23 de abril de 1964.

## Legado
A abordagem de Polanyi das economias antigas tem sido aplicada a uma variedade de casos, desde a América pré-colombiana à antiga Mesopotâmia, embora alguns acadêmicos tenham negado sua utilidade no estudo de sociedades antigas em geral. Seu livro A Grande Transformação também se tornou um modelo para a sociologia histórica.
Polanyi é lembrado por ter sido o fundador do substantivismo, uma abordagem na linha da antropologia econômica que destaca as relações entre economia, sociedade e cultura. A tese foi proposta em sua obra A Grande Transformação, mas, por ir de encontro às correntes dominantes do pensamento econômico da época, acabou sendo mais bem aceita pela antropologia e pela sociologia.
Suas teorias também fundamentaram o movimento sócio-filosófico denominado democracia econômica.
A categoria embeddedness ('imersão') sintetiza sua perspectiva teórica: os indivíduos e suas relações encontram-se imersos em instituições culturais historicamente constituídas que os condicionam.  As relações econômicas são parte dessas instituições sociais e de sua lógica.